# Marshall Amplification
La Marshall Amplification è una compagnia inglese che progetta e produce amplificatori acustici, casse per chitarra elettrica e basso elettrico; avendo acquistato la Natal Drums nel 2010 produce anche batterie e strumenti a percussione.

## Storia
Fu fondata a Manchester nel 1962 da Jim Marshall. Il primo modello (JTM-45) fu sviluppato da un team composto da Ken Bran, Dudley Craven, Ken Flegg e Richard "Dick" Finland e guidato da Jimmy Marshall, per sopperire alla difficoltà di reperire amplificatori per chitarra, copiando sostanzialmente il circuito elettronico del Fender Bassman del 1959. Le principali modifiche rispetto al modello di riferimento furono dettate principalmente da scelte di ordine pratico. 

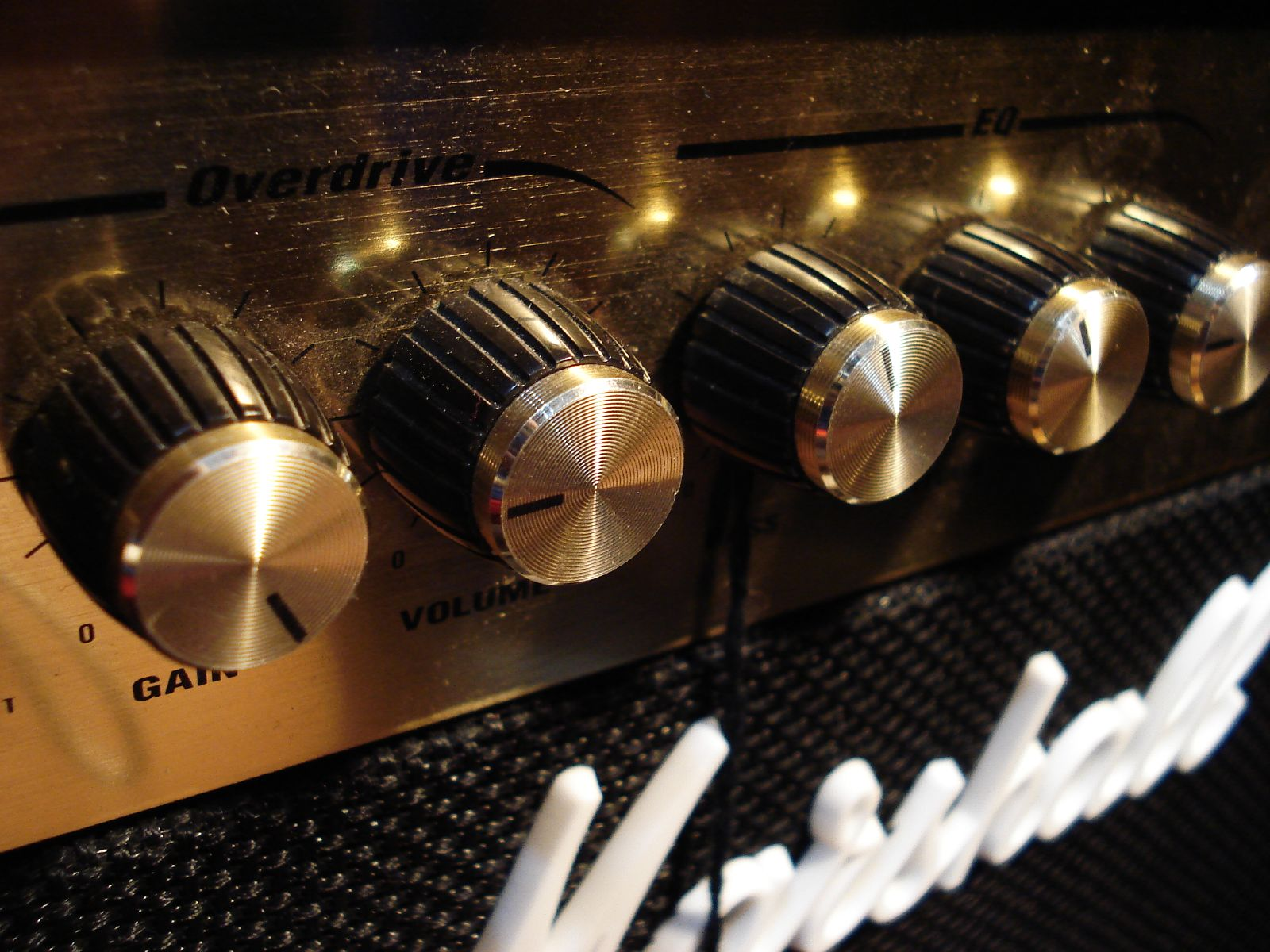
Particolare di un amplificatore Marshall

Le valvole di potenza erano delle 5881 da surplus militare (rimpiazzate quasi subito dalle britanniche KT66). Come valvole di amplificazione vennero adottate, in luogo originario, 12AY7 e 12AX7, le europee ECC83, caratterizzate da un guadagno superiore. I coni Spense da 10 pollici originari erano in grado di gestire solo 15 watt ciascuno, cosa che portava Fender ad usarne quattro in parallelo. Marshall scelse di adottare un singolo cono di produzione inglese (Celestion) da 12 pollici, inserendolo in una cassa chiusa. Tutte queste combinazioni, più altre modifiche circuitali, portarono ad avere un amplificatore dal timbro caratteristico e molto più portato a distorsione rispetto al Bassman originario. Per la capacità di produrre elevato volume sonoro, necessario per i primi grandi concerti rock, questi amplificatori, come il Marshall Super Lead Plexi, vennero adottati da chitarristi del rock classico britannico degli anni sessanta e settanta.
La definitiva caratterizzazione del "suono Marshall" avviene con l'adozione di circuitazione a valvole nella serie denominata "Plexi", nome dovuto al rivestimento in plexiglas del pannello frontale.
L'evoluzione dei modelli ha portato alla produzione delle serie JCM, utilizzata nell'hard rock e poi nell'heavy metal.
Successivamente agli amplificatori valvolari, l'azienda ha investito in amplificatori a transistor (a stato solido).
Molti di questi amplificatori vengono prodotti in stabilimenti in paesi come India, Cina, Vietnam. Esistono comunque ancora oggi disponibili per catalogo e prodotte a Milton Keynes, sede della casa madre, riedizioni dei modelli storici del marchio, come il JCM800x, re-issue dell'originale modello JCM800 monocanale prodotto dal 1981 al 1990 in due versioni a testata: la 2203 da 100watt e la 2204 da 50watt con in più un loop effetti, aggiunto proprio nella riedizione.

## Modelli
Alcuni noti modelli prodotti dalla Marshall:
- Bluesbreaker: soprannome dato da John Mayall & the Bluesbreakers ai modelli combo 1961 e 1962, realizzati dal 1964/65 al 1972
- JTM: prodotto per la prima volta nel 1963, modello a potenze differenti con 2 canali e 4 ingressi, primo amplificatore soprannominato "Plexi" (come poi il 1959 SLP). Ancora oggi disponibile nella versione Marshall JTM45 a 35/45 W, basata sul modello del 1987, e nella nuova versione Studio JTM, nel formato ST20H (Head) o ST20C (Combo), dalla potenza di 20 W (attenuabile a 5 W).
- Marshall 1959 SLP: il celebre Super Lead Plexi modello 1959, introdotto in produzione nel 1965, modello a potenze differenti con 2 canali e 4 ingressi, iconico amplificatore che ha contribuito in modo decisivo a definire il suono della chitarra elettrica degli anni '60 e '70, specialmente nel blues rock e nell'hard rock.
- JMP: acronimo di "Jim Marshall Products", è una linea di testate prodotte negli anni '60-'70. In particolare, le Plexi da 50 e 100 W (modelli 1987 e 1959 Super Lead) a 4 ingressi e due canali del 1966, sono state ridisegnate per la realizzazione dei modelli "Master Volume" 2203 e 2204 a due ingressi. La nuova estetica fu poi modificata per la JCM800.
- 1967 "Major": testata Plexi da 200 W prodotta per chitarra e basso dal 1967 al 1971-74. Non è più stata realizzata a causa dell'esaurimento delle valvole e oggi è molto raro da reperire.
- JCM800: testata monocanale in due formati: 2203 100 Watt, 2204 50 Watt; con master volume e 2 ingressi. Esistono anche delle versioni combo: 4010, 4103, 4104, 4211.
  - JCM800 Split Channel o Bicanale (più precisamente splittabile dal quale è possibile ricavare un canale "pulito"): 2205 da 50 Watt e 2210 da 100 Watt. Sono stati successivamente rimipazzati dalla JCM 900.
- JCM900: linea di testate a due canali che hanno sostituito le precedenti 800 Split Channel.
- JCM2000: TSL (Triple Super Lead) Series  a Tre canali: clean, crunch, distortion e DSL (Dual Super Lead) Series, testate valvolari a due canali e un ingresso (uno dei pochi ad essere ancora fabbricato in Inghilterra). La testata  della serie TSL è dotata di un reverbero a molle made in Usa.
- Silver Jubilee: testate multicanale, casse e combinati colorati non più con il solito nero ma grigio argentato.
- JVM410: la JVM è una linea di modelli con caratteristiche varie; il modello 410 ha 4 canali.
- MG: linea economica di testate e combo a transistor. Vi sono anche delle semplici casse con 4 coni da 12", versione meno costosa delle classiche 1960.
- Vintage Modern: versione combo da 50 watt e testata da 50 e 100 watt.
- Code: testata (con cassa abbinata) e combo digitale in grado di simulare diversi modelli in tre canali: pulito, crunch e overdrive.
- Origin series: versione head o combo, sia da 20 watt che da 50 watt.